# Mariana (Brasile)
Mariana è un comune del Brasile nello Stato del Minas Gerais, parte della mesoregione Metropolitana di Belo Horizonte e della microregione di Ouro Preto. Fondata il 16 luglio 1696, è una località turistica, con le sue chiese, i suoi edifici e i suoi musei in stile barocco. È stata la prima capitale del Minas Gerais.